# Trang trại gió

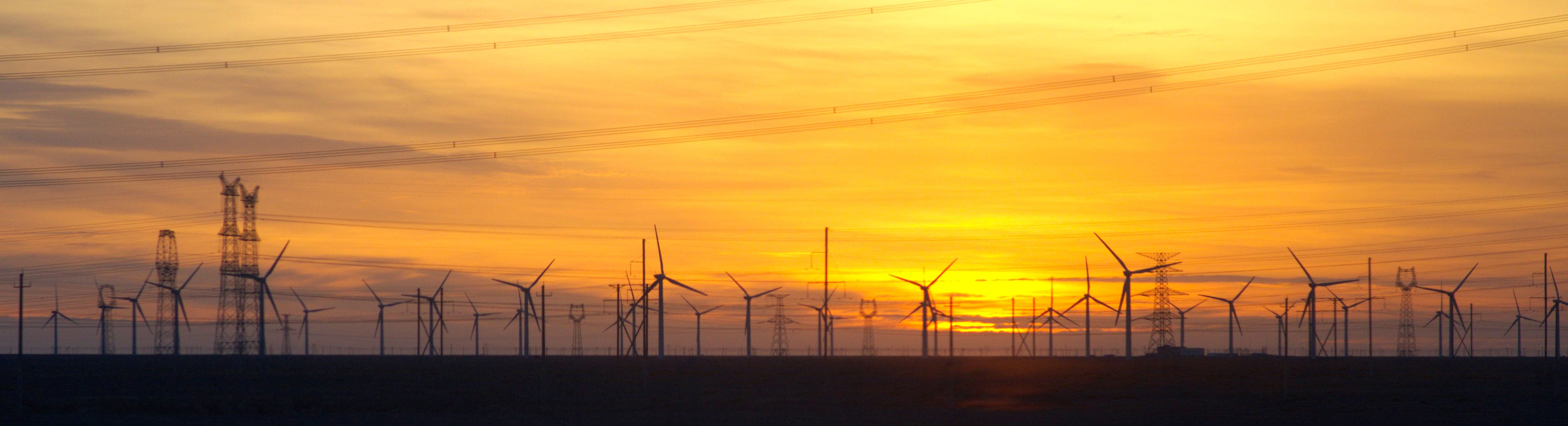
Trang trại gió Gansu tại Trung Quốc là trang trại gió lớn nhất thế giới, với công suất mục tiêu là 20.000 MW vào năm 2020.

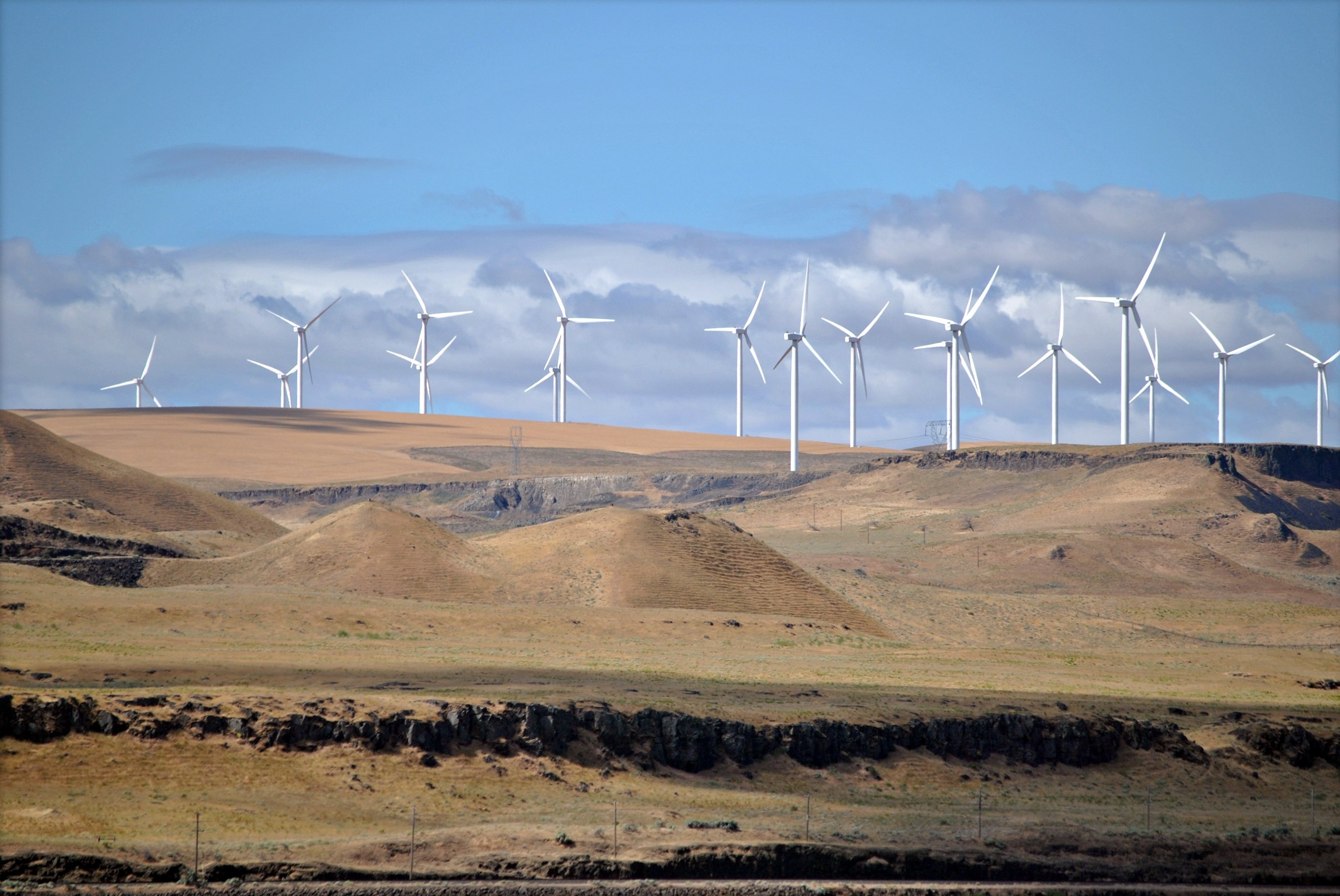
Trang trại gió Shepherds Flat là một trang trại có công suất 845 MW tại bang Oregon của nước Mỹ.

Một trang trại gió là một nhóm nhiều turbine gió ở cùng một địa điểm được sử dụng để sản xuất điện. Một trang trại gió lớn có thể bao gồm vài trăm turbine gió đơn và bao phủ một diện tích lên tới hàng trăm kilomet, nhưng những mảnh đất giữa các turbine có thể được sử dụng cho mục đích nông nghiệp hoặc mục đích khác. Một trang trại gió cũng có thể ở ngoài khơi.
Nhiều trang trại gió hoạt động trên bờ lớn nhất nằm ở Trung Quốc, Ấn Độ và Hoa Kỳ. Ví dụ, trang trại gió lớn nhất trên thế giới, Trang trại gió Gansu tại Trung Quốc có năng suất hơn 6.000 MW tính đến năm 2012, với mục tiêu là 20.000 MW đến năm 2020. Tính tới tháng 4 năm 2013, London Array với công suất 630 MW tại Vương quốc Anh là trang trại gió ngoài khơi lớn nhất trên thế giới.

## Thiết kế và vị trí

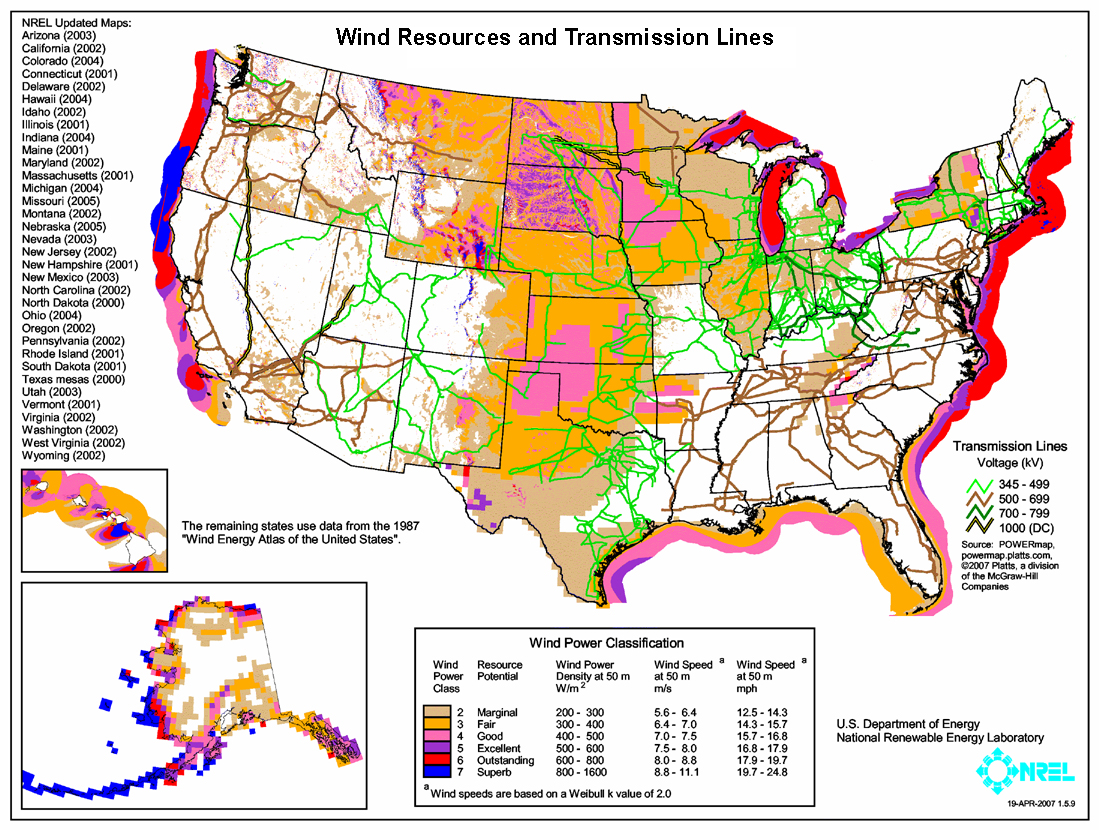
Bản đồ những vùng có năng lượng gió tại Mỹ. Các màu cho thấy mức độ dày đặc của năng lượng gió

Theo quy tắc chung thì máy phát điện gió kinh tế cần tốc độ gió 4.54,5 m/s (16 km/h) hoặc lớn hơn. Địa điểm lý tưởng cần phải có một luồng gió thổi mạnh gần như liên tục suốt năm, với khả năng gió đột ngột thổi cực mạnh xảy ra là tối thiểu. Một yếu tố quan trọng khác của việc đặt turbine đó là cũng phải tiếp cận được với nhu cầu địa phương hoặc có khả năng truyền điện đi.